# Vladimír Páral
Vladimír Páral (Prága, 1932. augusztus 10. –) cseh író.

## Életpályája
Főiskolai tanulmányait a Vegyipari Főiskolán végezte Pardubice-ben 1950-1954 között.
A főiskola után Ústí nad Labemben vegyészmérnökként dolgozott. 1967-1972 között valamint 1979-től szabadfoglalkozású író volt. 1972-1979 között a Severočeské kiadó szerkesztője volt.

## Regényei
Szinte valamennyi hőse ebből a munkahelyi környezetből való, olyanok, mintha óriási lombikban élnének elsekélyesedett, mechanikus érzelmekkel. Az 1960-as évek gépembereit támadja, akik ellenségei a világnak, minden szépnek és emberségnek. A regénysorozat első tagja a Teljesült kívánságok vására, még a kérdés felvetése csupán, a saját világába bezárkózó főszereplő nem tudja elszigetelni magát az élet sokszínűségétől, érzelmeitől; a Vihar a lombikban már teljesen "steril" világ. A következő rész a Katapult, egy fiatal, családos vegyészmérnök kitörési próbálkozásának leírása. Az ötrészes sorozat negyedik része, a Gyilkosok és szeretők, melyben újra bemutatja a kilátástalan világképet, amelyben a törekvők és becsvágyók tért hódítanak. Az ötödik mű, a A százszázalékos nő, melyben a cselekmény vonzó, "ellenállhatatlan" női hősöket választó „művészi termékeket” parodizálva oda jut el, hogy a kispolgári fogyasztói életmód elleni gyógyírt meglepő módon éppen az ilyen életmódban véli megtalálni.

## Művei
- Veletrh splněných přání (1964, magyarul: Teljesült kívánságok vására, 1978)
- Soukromá vichřice (1966, magyarul: Vihar a lombikban, 1967)
- Katapult (1967, magyarul: Katapult, 1969)
- Milenci a vrazi (1969, magyarul: Gyilkosok és szeretők, 1983)
- Mladý muž a bílá velryba (1973, magyarul: Az ifjú ember és a fehér bálna, 1975)
- Radost až do rána (1975)
- Profesionální žena (1972, magyarul: A százszázalékos nő, 1976)
- Generální zázrak (1977)
- Muka obraznosti (1980, magyarul: A képzelet kínja, 1985)
- Romeo a Julie 2300 (1982) (magyarul: Rómeó és Júlia 2300, 2017. Metropolis Media - Galaktika Fantasztikus Könyvek)
- Pokušení A-ZZ (1982, magyarul: Kísértések Á-tól cettig, 1987)
- Válka s mnohozvířetem (1983, magyarul: Harc a bestiával, 1989)
- Země žen (1987)
- Dekameron 2000 aneb Láska v Praze (1990)
- Play girls I.-II. (1992-1994)
- Profesionálni muz (beszélgetések Heda Bartikovával, 1995)
- Milenci a vrazi: magazin ukájeni kolem roku 2000 (2004, magyarul: Gyilkosok és szeretők: a szenvedélyek és a kielégülés magazinja 2000 előtti évekből; 2004)

## Magyarul
- Vihar a lombikban. Laboratóriumi jelentés a rovarok életéről; ford. Zádor Margit, utószó Zádor András; Európa, Bp., 1967 (Modern könyvtár)
- Katapult. Vasúti, vízi és légi menetrend a Paradicsomba; ford. Zádor Margit; Madách, Bratislava, 1969
- Az ifjú ember és a fehér bálna. Vegytani kiseposz; ford. Hap Béla; Európa, Bp., 1975 (Modern könyvtár)
- A száz-százalékos nő. Regény mindenkinek; ford. Zádor Margit; Európa, Bp., 1976 (Európa zsebkönyvek)
- Teljesült kívánságok vására. Három kisregény; fordította Zádor András, Zádor Margit; Európa, Bp., 1978 (Európa zsebkönyvek)
- Gyilkosok és szeretők. A szenvedélyek és a kielégülés magazinja a 2000 előtti évekből; ford. Hosszú Ferenc; Európa, Bp., 1983
- A képzelet kínja; ford. V. Detre Zsuzsa; Európa, Bp., 1985 (Európa zsebkönyvek)
- Kísértések á-tól cettig. Regény; ford. Zádor Margit; Európa, Bp., 1987 (Európa zsebkönyvek)
- Harc a bestiával; ford. Bába Iván; Bembo, Bp., 1989
- Rómeó és Júlia 2300; ford. Barna Otilia; Metropolis Media, Bp., 2017 (Galaktika fantasztikus könyvek)